# III. Mehmed oszmán szultán
III. Mehmed (Isztambul, 1566. május 26. – Isztambul, 1603. december 22.) oszmán szultán és kalifa 1595-től haláláig.

## Élete

### Ifjúkora
Mehmed 1566. május 26-án született III. Murád fiaként. Ő volt az utolsó oszmán uralkodó, akit még megfelelő módon készítettek fel az uralkodásra: 16-odik életévétől kezdve trónra léptéig Manisában, Nyugat-Anatóliában volt szandzsákbég. (Az utána következő szultánok már mind a szultáni szerájban, Isztambulban nevelkedtek.)

### Családja
Asszonyai
- Handan szultána
- Halime szultána
- ismeretlen szultána, aki 1597-ben pestisben elhunyt

Fiai
- Szelim herceg (1585, Manisa – 1597. április 20. Isztambul) Handantól
- Szulejmán herceg (1586, Manisa - 1597/98, Isztambul) Handantól
- Mahmud herceg (1587, Manisa – 1603. június 7.-én kivégezték apja parancsára) Hálimétől
- I. Ahmed oszmán szultán (1590. április 18, Manisa – 1617. november 22, Isztambul) Handantól
- Oszmán herceg (1597, Isztambul - 1601 Isztambul)
- Fülan herceg (1597/98, Isztambul - 1598, Isztambul)
- Cihangir herceg (1599, Isztambul - 1602, Isztambul)
- I. Musztafa oszmán szultán (1600, Isztambul – 1639. január 20, Isztambul) Hálimétől

Lányai
- Fatma szultána (1583, Isztambul - 1621 után) törvénytelen gyerek volt

- Ayse szultána (1588, Manisa - 1614) Hándántól

- Hatice szultána (1589/95, Manisa - 1613) Hálimétől

- Sah szultána (1589/95, Manisa – 1623, Isztambul) Hálimétől

### Trónra lépése
Mehmed édesapja halála után, 1595-ben lépett trónra. Trónralépte után mind a 19 fiútestvérét megölette. A testvérgyilkosságokat a oszmán törvények kívánták meg. Csupán 8 évig tartó uralkodása alatt – édesatyjához hasonlóan – alig törődött a kormányügyekkel. A tulajdonképpeni hatalmat a szultán édesanyja (a válide) gyakorolta. A nagyvezírek még gyorsabban váltották egymást, mint III. Murád idejében.

### Magyarországi hadjárat
Uralkodása alatt folytatódott a tizenöt éves háború. A török porta számára különösen veszélyessé vált a helyzet, amikor a dunai fejedelemségek (Erdély, Moldva, Havasalföld) egyesült hadserege 1595 októberének végén a havasalföldi Gyurgyevónál legyőzte az oszmán csapatokat. (A csata során a havasalföldi vajda, Vitéz Mihály kiemelkedő szerepet játszott.) Erdély fejedelme, Báthory Zsigmond a Habsburgok fennhatóságát már az év januárjában elismerte, így a Portának nem volt más választása: érdekeit háborúval kellett megvédenie.
Mehmed Szegedre érkezve 150 000 fős hadával, Dsáfer pasát Szolnokra küldte, maga pedig 1596. szeptember 21-én Eger ellen fordult, melynek őrsége a várat október 13-án feladta. Csak ezután, október 22-én érkezett meg Erdélyből Báthory Zsigmond fejedelem 45 000 fős serege, akikkel a királyi fővezér, Miksa főherceg seregei Mezőkeresztesnél egyesültek. Október 26-27-én a két napig tartó mezőkeresztesi csatában a magyar-osztrák seregek először megfutamították a török sereget, de a szétszéledő és zsákmányt kereső győzteseket a visszatérő török sereg megrohanta és legyőzte. Ez volt egyébiránt az utolsó oszmán győzelem nyílt csatában.

### További események
Mehmed vezérei tovább folytatták a tizenöt éves háborút. Pálffy Miklós 1598-ban visszafoglalta Győr várát, majd Tatát, Veszprémet és Palotát; Ibrahim, az új nagyvezír ellenben Kanizsát kerítette kézre.
Vitéz Mihály 1601-ben bekövetkezett halála után Moldva és Havasalföld rákényszerültek, hogy az oszmán fennhatóságot újra elismerjék, az osztrákokkal folytatott háború azonban még 1606-ig tartott (amit Mehmed már nem ért meg).

### Halála
Mehmed viszonylag fiatalon, 1603. december 22-én, 37 évesen halt meg.Talán a fia, Mahmud megöletése miatti szorongás miatt halt meg vagy betegség miatt. A trónon fia, I. Ahmed követte.